# Ana Moura
Ana Cláudia Moura Pereira (* 17. září 1979 Santarém) je portugalská zpěvačka žánru fado. Debutové album vydala v roce 2003, průlomovým se však stalo až třetí album Para Além da Saudade z roku 2007, které se propracovalo na 4. místo portugalské albové hitparády. Její páté album Desfado z roku 2012 produkoval zkušený Američan Larry Klein (produkoval alba Joni Mitchellové, Herbie Hancocka nebo Tracy Chapmanové). Deska zůstala 117 týdnů v čele portugalské albové hitparády a 296 týdnů v Top 30, čímž byl vytvořen nový rekord a jde o nejúspěšnější domácí album v Portugalsku všech dob. I další album Moura to v roce 2015 dotáhlo na špici hitparády a stalo se čtvrtým nejúspěšnějším portugalským albem historie. V roce 2007 vystoupila Ana Moura na festivalu Struny podzimu v Praze.

## Diskografie
- Guarda-me a Vida na Mão (2003)
- Aconteceu (2004)
- Para Além da Saudade (2007)
- Leva-me aos Fados (2009)
- Desfado (2012)
- Moura (2015)